# IO Pages
IO Pages (grafisch iO-Pages) is een Nederlandstalig muziektijdschrift dat zich bezighoudt met progressieve rockmuziek in de breedste zin van het woord. In het algemeen wordt er in het tijdschrift geschreven over progressieve, symfonische en melodieuze rock. Genres die verder besproken worden naast symfo zijn progrock, neoprog, elektronische muziek, new age, jazzrock, avant-garderock, gothic metal, progressieve pop, spacerock, AOR, psychedelische rock en progressieve metal. Hoofdredacteur is Freek Wolff.
Het tijdschrift is sinds april 1996 de opvolger van het in 1995 ter ziele gegane blad SI magazine (voorheen Sym-info). In eerste instantie werd het blad in zwart-wit met een steunkleur gedrukt. Vanaf de 81e uitgave is het een tijdschrift in kleur. Sinds najaar 2013 heeft het blad een glossy uiterlijk. In juni 2018 vierde iO Pages haar 150ste uitgave. Het magazine is alleen op abonneebasis verkrijgbaar en verschijnt 7x per jaar. Het tijdschrift organiseert regelmatig een festival en reikt daarnaast jaarlijks de iO Pages Prog Award uit aan een veelbelovende groep uit Nederland of België.

## Favorieten
Het blad liet de lezers twee maal een Top 250 aan progalbums samenstellen, waarbij de top zes hetzelfde bleef:
- 2011 (langere lijst): 1: Genesis: Selling England by the Pound, 2: Pink Floyd: Wish You Were Here, 3: Pink Floyd : The Dark Side of the Moon, 4: Yes: Close to the Edge, 5: Marillion: Misplaced Childhood, 6: Marillion: Script for a Jester's Tear, 7: Dream Theater: Images and Words (in 2021 plaats 27); 8: IQ: Subterranea (in 2021 plaats 10); 9: Pink Floyd: The Wall (in 2021 plaats 8) en 10. Genesis: The Lamb Lies Down on Broadway (in 2021 plaats 14)
- 2021 (strikt 250): plaats 1-6 zie boven; 7: Rush: Moving Pictures (in 2011 plaats 12), 8: Pink Floyd: The Wall, 9: Genesis: Seconds Out (in 2011 plaats 16; 10: IQ : Subterranea.